# 왕의 귀환

《왕의 귀환》(The Return of the King)은 영국의 작가 존 로널드 루엘 톨킨이 쓴 하이 판타지인 《반지의 제왕》 삼부작 중 제3권이다. 상당한 양의 부록을 포함하고 있다.
씨앗을 뿌리는 사람에서 나온 한국어 번역서에서는 5·6·7권에 해당한다.

## 제목
톨킨은 원래 '반지의 제왕'(The Lord of the Rings)이라는 제목으로 된 한 권짜리 책에 여섯 '권'과 부록을 포함한 모든 내용을 담으려고 하였다. 그러나 반지의 제왕을 출판한 원 출판사에서 책을 세 권으로 나누면서 제5·6권에 '왕의 귀환'(The Return of the King)이라는 제목을 붙였다. 톨킨은 이 제목이 줄거리를 너무 많이 드러낸다고 생각하면서 '반지 전쟁'(The War of the Ring)을 제목으로 하자고 하였다. 톨킨은 원래 제5권의 제목을 반지 전쟁, 제6권의 제목을 '제3시대의 종말'(The End of the Third Age)로 할 계획이었다.
그러나 결국 반지의 제왕 제3권은 왕의 귀환이라는 제목으로 1955년 10월 20일에 출판되었다.

## 구성
'왕의 귀환'의 구성은 전반부에서는 여러 등장인물의 모험과 대규모 전투를 그리고 후반부에서는 프로도 일행의 여정을 그린다는 점에서 '두 개의 탑'의 구성과 흡사하다.
- 제5권(Book V)

- 제6권(Book VI)

- 해설(Appendices)

A 왕과 통치자들의 연대기 (Annals of the Kings and Rulers)
I 누메노르의 왕들 (The Númenórean Kings)
(i) 누메노르 (Númenor)
(ii) The Realms in Exile
{iii) Eriador, Arnor, and the Heirs of Isildur
(iv) Gondor and the Heirs of Anárion
(v) Here follows a part of the tale of Aragorn and Arwen
II 에오를 왕가 (The House of Eorl)
III 두린 일족 (Durin's Folk)
B 연대기 (The Tale of Years)
서부의 연표 (Chronology of the Westlands)
C 가계도 (Family Trees) (호빗(Hobbits))
D 책력 (Calendars)
샤이어력 (Shire Calendar)
E 글쓰기와 철자 (Writing and Spelling)
I 단어와 이름의 발음 (Pronunciation of Words and Names)
II 문자 기록 (Writing)
F
I 제3시대의 언어와 종족 (The Languages and Peoples of the Third Age)
II 번역에 관하여 (On Translation)
- 찾아보기 (Indices)

I 노래와 시들 (Songs and Verses)
II 인물, 동물, 괴물 (Persons, Beasts and Monsters)
III 지명, 장소 (Places)
IV 사건, 사물, 기타 명칭 (Things)

## 같이 보기
- 소설 반지의 제왕 시리즈 전체 설명 : 반지의 제왕